# Guy Deroubaix
Guy Deroubaix, né le 10 juin 1927 à La Madeleine (Nord) et mort le 8 janvier 1996 à Saint-Denis (Seine-Saint-Denis), est un prélat catholique français, deuxième évêque de Saint-Denis de 1976 jusqu'à sa mort.

## Biographie

### Formation
Fils de Jean Deroubaix et de son épouse, née Monique Ghestem, il fait ses études à l’institution Saint-Jean de Douai, puis au collège Saint-Joseph de Lille tenu par les jésuites. Se préparant au sacerdoce, il fait ses études en philosophie ainsi qu'en théologie au Séminaire Saint-Sulpice d'Issy-les-Moulineaux.

### Principaux ministères
Il est ordonné prêtre le 29 juin 1951. Il est alors vicaire à Croix de 1951 à 1965, ainsi qu'aumônier diocésain de la Jeunesse ouvrière chrétienne de 1953 à 1965 puis aumônier de l'Action Catholique Ouvrière de 1965 à 1970. Le 2 octobre 1976, il est nommé évêque coadjuteur de Saint-Denis par le pape Paul VI ; il est consacré le 21 novembre 1976 en la basilique Saint-Denis par Jacques Le Cordier. Il devint évêque du diocèse le 1er avril 1978, succédant à Jacques Le Cordier, démissionnaire en raison de son âge,.
Président de la commission épiscopale France-Amérique Latine de 1981 à 1987, Guy Deroubaix accède, en 1985, à la présidence de la Commission épiscopale pour le monde ouvrier jusqu’en 1991. En 1993, il est l’évêque accompagnateur du secrétariat national des relations avec l’Islam. Il est membre de la famille spirituelle Jesus Caritas du Père de Foucauld et a approuvé les constitutions des Petites Sœurs de l'Évangile en 1990 dont il avait érigé l'institut en droit diocésain en 1979.

### Mort

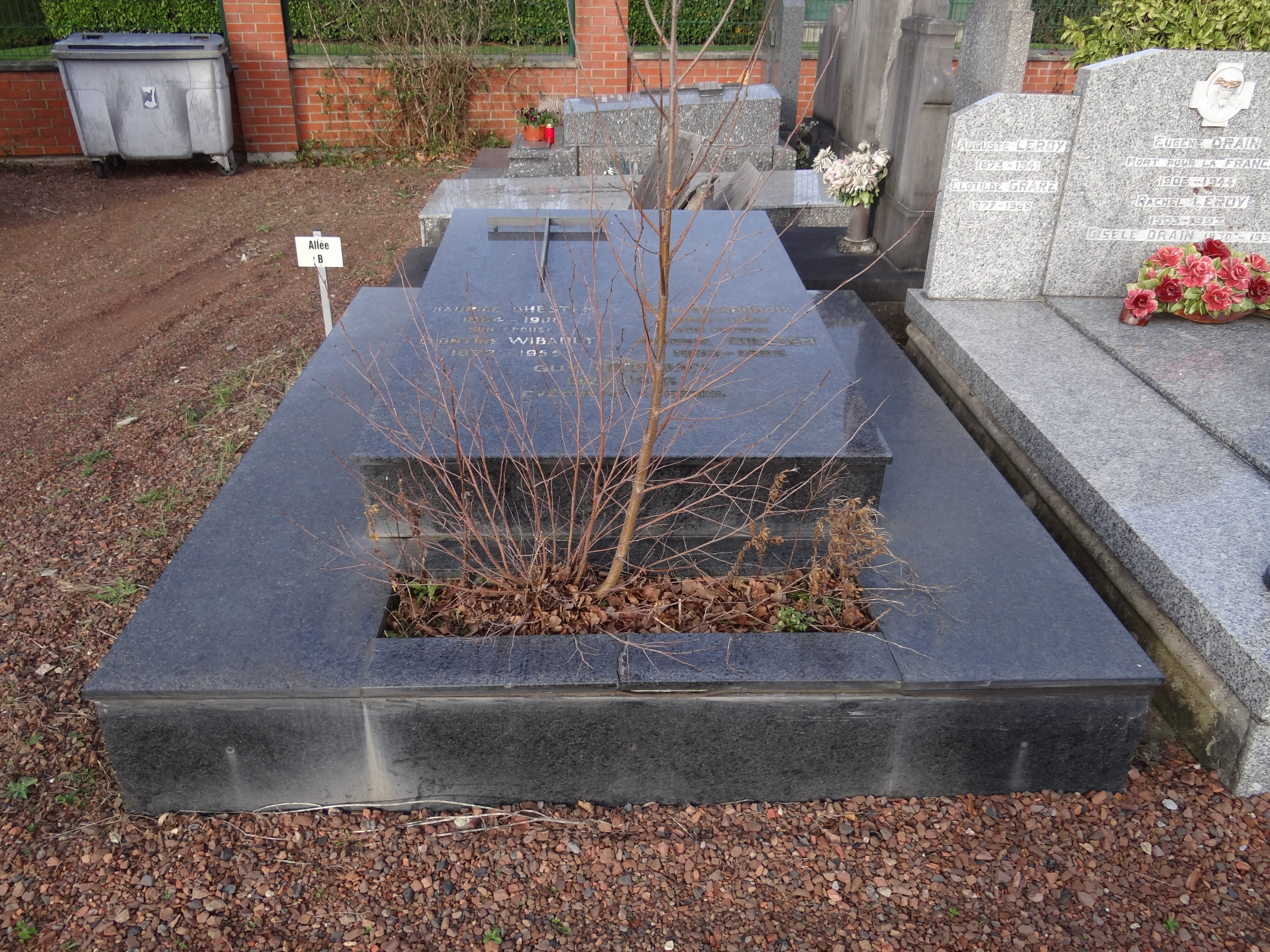
La tombe de Guy Deroubaix au cimetière de Wattignies (Nord).

Atteint d'un cancer depuis deux ans, il meurt le 8 janvier 1996. Ses obsèques sont célébrées le 13 janvier 1996 en la basilique de Saint-Denis, par le cardinal Lustiger, archevêque de Paris, suivi de son inhumation dans le caveau familial au cimetière de Wattignies dans le Nord.

## Prises de position

### Politique
Proche du monde ouvrier, Guy Deroubaix juge qu'il y a de nouvelles solidarités à développer sur le terrain de la justice sociale et que la situation actuelle exige d'autres modes de gestion et de répartition des richesses. 
Il invite régulièrement les chrétiens à participer à la vie politique tout en refusant de condamner l'abstentionnisme, jugeant que « les partis politiques, y compris le PCF, ont une responsabilité. Si les gens ne s'intéressent pas plus à la politique, c'est aussi parce que les partis n'éveillent pas assez l'intérêt des gens. » Il affirme également que « les pauvres ne doivent pas devenir des assistés, mais des citoyens responsables ; ils doivent être acteurs de leur propre libération. »
En 1994, lors du 50e anniversaire de la Libération de Paris, il salue la résistance et affirme : « Nous sommes aujourd'hui soumis à d'autres idéologies: celles de la production et du profit conçus comme des absolus, celles du racisme ou du nationalisme comme valeurs suprêmes.»

### Affaire Gaillot
Lors de la révocation de Jacques Gaillot, il se dit « surpris » et soutient que « certaines personnes peuvent s'étonner des initiatives de l'évêque d'Évreux. Mais, sur le fond, sa solidarité avec les plus démunis, les sans-abri, les sans-travail, les prisonniers ne [lui] apparaît pas condamnable. » Il affirme également que « Le dialogue doit s'établir avec tous, y compris ceux avec qui on est en désaccord. [...] La vérité se découvre ensemble. Dans les évangiles, Jésus n'impose pas sa vérité. »

## Œuvre
- Faire Église du Christ, 1993, prière (lire).